# 侏羅紀世界：統霸天下
是一部2022年美國科幻冒險片，2018年電影《侏羅紀世界：殞落國度》的續集、「侏羅紀公園系列」的第六部作品和《侏羅紀世界》三部曲的最後一部作品。本片由柯林·崔佛洛執導，並與艾蜜莉·卡麥可共同撰寫劇本。主演包括克里斯·普瑞特、布萊絲·達拉斯·霍華、山姆·尼爾、蘿拉·鄧恩、傑夫·高布倫、黃榮亮、馬蒙杜·亞提和德汪達·懷斯。
《侏羅紀世界：統霸天下》由環球影業定檔2022年6月9日在美國上映。本片在影評界負評居多，觀眾間也褒貶不一，但全球票房仍累計超過10億美元。電影入圍第47屆土星獎，但同時獲得第43屆金酸莓獎的三個獎項提名。

## 劇情
自從努布拉島淪陷以及洛克伍德莊園事件已過四年，人類勉強與恐龍休戚與共，兩個來自不同時代的物種之間已發生無數起自然衝突。為了控制住如此入侵物種的問題，基因工程企業「拜奧辛」（BioSyn）在義大利多洛米蒂山谷為恐龍建立一片大型自然保護區，同時藉此實行各種基因組學、藥理學與農學方面的突破性研究。前侏羅紀世界營運主管克萊兒·戴寧持續陪兩名同伴富蘭克林與琪雅進行恐龍保護運動，直到團體各奔東西而解散；其伴侶兼馴龍師歐文·格雷迪也在全力幫助野外的恐龍尋找新居地。兩人秘密看護在洛克伍德莊園中救出的“克隆少女”梅西，盡全力不讓她被不法分子找到。
當初由歐文親手訓練且養大的迅猛龍「小藍」（Blue），意外以無性生殖方式生下自己的後代，其被梅西命名為「貝塔」（Beta）。梅西同時逐漸不滿無止境的隱居生活，屢次自行溜出家門走訪外面的城鎮，然而也讓受僱於拜奧辛的偷獵手雷恩·德拉寇把握時機擄走她與貝塔，迫使歐文和克萊兒踏上救援之旅。與此同時，德州等地發生不明原因的蝗災而威脅到當地農業，負責調查事件的古植物學家愛麗·薩特勒首先發現該蝗蟲種類本在白堊紀時就已絕種，甚至唯獨不碰拜奧辛的莊稼。愛麗懷疑是拜奧辛從中作亂後拉攏老搭檔亞倫·葛蘭，一同前去拜奧辛的保護區進行秘密調查。
歐文和克萊兒靠如今為中情局工作的富蘭克林提供線報，追蹤德拉寇至馬耳他的恐龍地下黑市，在此期間參與如今擔任法國情報單位臥底探員的樂園老同事巴瑞所指揮的圍捕行動。眾人首先干預德拉寇與僱主索約娜·桑托斯的交易，進而在黑市中引發騷亂，歐文抓獲德拉寇拷問得知，梅西已被桑托斯轉交給拜奧辛，最後任由德拉寇被逃出牢籠的重爪龍吃掉。巴瑞成功拘捕桑托斯，但她被捕前釋出三隻聽從指令的野蠻盜龍追殺歐文和克萊兒，命懸一線的兩人幸運受到黑市中的貨物運輸員凱拉·華茲深表同情的舉手相助，共同搭上她的運輸機前往拜奧辛的保護區。亞倫和愛麗這時抵達保護區的研究中心，重聚在此教書的老同伴伊恩·馬康姆，得知他正打算揭露拜奧辛的種種黑幕，全部由總裁路易斯·道森一手策劃；而拜奧辛公關兼通訊主管拉姆齊·寇爾則秘密身為爆料真相的舉報人。
梅西和貝塔被送至研究中心見到與道森合作的亨利·吳，其內疚地表示自己原先幫道森實施「六足聯盟」（Hexapod Allies）項目，培育出這群史前蝗蟲藉以掌控世界食物供應，然而隨著蝗群成長與繁殖能力瀕臨失控，即將形成全球性饑荒才使自己幡然悔悟。吳同時對梅西展示一系列其母夏洛特·洛克伍德生前的各種研究，揭示梅西實為夏洛特以自己的DNA及無性受孕形式所生下的女兒，而夏洛特還親自修改過梅西的DNA，以防她罹患造成自己早逝的遺傳性疾病；吳因此認定梅西與貝塔的DNA是終結蝗災的關鍵。而愛麗與亞倫潛入地下限制區僥倖取得蝗蟲樣本，而梅西趁機釋放貝塔後獨自逃生，乃至撞見愛麗與亞倫。三人在拉姆齊的掩護下搭乘聯通地下的超迴路列車撤離，但列車中途被道森停運使三人受困異齒龍盤踞的舊礦道，所幸拉姆齊安排馬康姆及時駕車前來將他們救出。
凱拉的運輸機進入研究中心空域時，道森有意關閉空管系統而造成一隻風神翼龍侵襲運輸機。歐文緊急讓克萊兒跳傘至森林裡，自己伴隨凱拉墜毀在水壩冰層上，三人分別躲避鐮刀龍及火盜龍的追殺後成功在一間森林哨站前會合。道森開始銷毀證據意圖東山再起，但所有被焚燒的蝗群卻逃至野外引發山火，馬康姆一行人的車受此影響而不慎翻出路崖至歐文三人面前，梅西得以跟父母團聚。兩隊人達成共識返回疏散結束的研究中心，歐文成功找到並帶走麻醉的貝塔，愛麗與克萊兒到控制室重啟空管系統方便逃生。系統重啟導致獨自帶恐龍胚胎搭地下列車逃跑的道森受困隧道中央，最後慘死於三隻雙冠龍口中。大部分恐龍來到研究中心廣場躲避山火，其中體形最大的南方巨獸龍與來自努布拉島的暴龍在廣場中央一決雌雄；在鐮刀龍的幫助下，暴龍成功殺死南方巨獸龍而再次立於頂端。
眾人伴隨吳搭上凱拉駕駛的直升機成功撤離，隨著馬康姆與拉姆齊流出的證據加上愛麗與亞倫的作證，使拜奧辛的所有不法事務公之於眾；而愛麗與亞倫經此一役成功舊情復燃。歐文、克萊兒和梅西將貝塔平安放回母親小藍身邊，吳靠梅西和貝塔的DNA製造出一種病原體，成功終結蝗災而贖清罪過。隨著聯合國正式接手拜奧辛的山谷列為全球保護區，使裡面的恐龍繼續遠離世外平安生活，而身處世界各地的恐龍們開始適應與現代生物們和諧共存、互相信賴且時至永遠。

## 演員
| 演員                 | 角色          | 備註 |
| -------------------- | ------------- | --- |
| 克里斯·普瑞特        | 歐文·格雷迪   | 前美國海軍中尉兼動物行為學家，任職於侏羅紀世界時親手養大且訓練過四隻迅猛龍，經過四年前樂園淪陷及莊園事件後，伴隨克萊兒和梅西隱居在雪山野嶺。                                                               |
| 布萊絲·達拉斯·霍華   | 克萊兒·戴寧   | 前侏羅紀世界營運主管，樂園倒閉過後變成維護恐龍權利的行動主義者，組成恐龍保護團體以拯救被不法分子利用的恐龍以外，陪歐文和梅西共同生活。                                                                     |
| 蘿拉·鄧恩            | 愛麗·塞特勒   | 知名古植物學家，亞倫的老搭檔，與他同樣在侏羅紀公園災難中死裡逃生，原本成家立業的她如今離婚，繼續從事大學教授的工作。                                                                                       |
| 傑夫·高布倫          | 伊恩·馬康姆   | 倡導混沌理論的數學家，曾兩次在不同的恐龍災難中死裡逃生，此後一直想辦法抵制類似事件。這次表面上擔任拜奧辛的講師，暗地裡打算揭露公司的不法研究。                                                             |
| 山姆·尼爾            | 亞倫·葛蘭     | 知名古生物學家，對恐龍有著豐富的知識與見解，接連在努布拉島以及索納島中死裡逃生，如今繼續在內華達州荒野地區進行化石挖掘工作。                                                                               |
| 德汪達·懷斯          | 凱拉·華茲     | 前美國空軍飛行員，在馬爾他的恐龍地下黑市中擔任貨物運輸員，一般是為出價最高的人送貨，直到同情歐文和克萊兒失去女兒的遭遇後決定協助他們。                                                                     |
| 馬蒙杜·亞提          | 拉姆齊·寇爾   | 拜奧辛的公關兼通訊主管，表面上對總裁道森唯命是從，其實完全不贊同他的野心。不但暗中向伊恩·馬康姆洩露公司的不法研究，並暗中協助歐文及亞倫的打探行動。                                                        |
| 伊莎貝拉·伊內斯·塞蒙 | 梅西·洛克伍德 | 班傑明·洛克伍德的外孫女，實為其過世女兒夏洛特的“克隆人”，在莊園事件中將樂園的恐龍放生至野外，隨後被歐文和克萊兒收養而保護起來。 瑟曼同時飾演梅西的生母夏洛特·洛克伍德（Charlotte Lockwood），成年時期則由埃爾娃·特里爾飾演。 |
| 坎貝爾·史考特        | 路易斯·道森   | 基因工程企業「拜奧辛」（BioSyn）的行政總裁，三十年前曾賄賂過丹尼斯·納德利竊取遺傳科技的恐龍胚胎卻以失敗告終，如今打算靠自己多年的科研成果隻手遮天，無意間造成全球面臨糧食危機卻視若無睹。                        |
| 黃榮亮               | 亨利·吳       | 遺傳學家，曾連續身為兩座樂園的科研隊伍主力，經過四年前莊園事件後被拜奧辛僱用且開發出史前蝗蟲，不慎導致災難後開始反省自己的過錯。                                                                           |
| 歐馬·希              | 巴瑞·塞姆班   | 前侏羅紀世界馴龍師，現為法國情報單位的臥底探員，並在馬爾他的行動至協助歐文和克萊兒救回梅西。 |
| 賈斯特·史密斯        | 富蘭克林·韋伯 | 前侏羅紀世界技術員，並身為克萊兒的恐龍保護團體一員，直到與大部分同事共同被中情局招募後離隊。 |
| 丹妮拉·皮內達        | 琪雅·羅德里奎 | 古生物獸醫，恐龍保護團體的一份子，曾伴隨克萊兒和富蘭克林逃出淪陷的努布拉島。 |

其他演員包括史考特·荷茲飾演雷恩·德拉寇（Rainn Delacourt），冷血無情的恐龍偷獵手，受僱於拜奧辛而擄走梅西和小迅猛龍貝塔。迪辰·拉克曼飾演索約娜·桑托斯（Soyona Santos），恐龍黑市商人，擔任與拜奧辛交易稀缺資源的中間人。瓦拉達·塞图飾演席拉（Shira），一名美國魚類及野生動物管理局員工，在賓夕法尼亞州的收容設施中照顧捕獲的恐龍。克里斯多福·普拉哈飾演懷特·杭特利（Wyatt Huntley），中情局安插在德拉寇身邊的臥底特務。小安佐·史奎利諾飾演一名恐龍黑市商人維吉（Wiggy），趙明飾演潔瑪·趙（Gemma Zhao），片頭恐龍專題新聞報導的的特派女記者，而編劇艾蜜莉·卡麥可則客串飾演伊恩·馬康姆其中一名的忠實讀者。

## 製作

### 發展
在2015年電影《侏羅紀世界》的早期討論中，執行製片人史蒂芬·史匹柏告訴導演柯林·崔佛洛，他有興趣製作更多的侏羅紀公園系列電影。2014年4月，崔佛洛宣布已經對《侏羅紀世界》的續集進行了討論。2015年5月，崔佛洛表示他希望讓不同的導演為未來的系列電影工作，相信不同的導演可以為電影帶來不同的品質。在《侏羅紀世界》中飾演歐文·格雷迪的克里斯·普瑞特已經簽下未來的電影的片約。2015年10月，《侏羅紀世界》製片人法蘭克·馬歇爾證實已經有第三部《侏羅紀世界》電影的計劃。2015年11月，環球影業董事長唐娜·蘭利表示崔佛洛和史匹柏對這部電影有一個故事的想法。
2016年9月，重新確認了《侏羅紀世界》三部曲的計劃。2017年3月，曾在《侏羅紀公園》三部曲飾演艾莉·莎塞勒博士的蘿拉·鄧恩表示“正如我對製作新系列的人說的那樣，如果你們要做最後一部電影，你必須讓艾莉·莎塞勒回歸。”鄧恩在同年晚些時候表示有興趣回歸飾演自己的角色。

### 前期製作
2018年2月，宣布《侏羅紀世界3》將於2021年6月11日上映，還宣佈了崔佛洛與艾蜜莉·卡麥可共同撰寫劇本，而崔佛洛也會與戴瑞克·康納利共同撰寫故事，馬歇爾和派屈克·克勞利回歸擔任製片人，崔佛洛和史匹柏擔任執行製片人。2018年3月30日，宣布崔佛洛也將執導該片。崔佛洛透露是史匹柏要求他執導第三部電影。崔佛洛在看了卡麥可的一部短片後與她會面，並說“我立刻就知道我愛她的大腦。”隨後，卡麥可在《環太平洋2：起義時刻》的寫作工作給崔佛洛留下了深刻的印象，讓他選擇卡麥可作為《侏羅紀世界3》的共同編劇。
2018年4月，崔佛洛和卡麥可正在編寫劇本。當時，崔佛洛說普瑞特和布萊絲·達拉斯·霍華將回歸飾演他們的角色，而且在《侏羅紀世界：殞落國度》中出現的其他角色，你會意識到他們都是主角之一。另外，崔佛洛說《侏羅紀世界3》將是一部“科幻驚悚片”，而且基調將與1993年的《侏羅紀公園》最為接近。2018年5月，崔佛洛宣布電影將不會出現任何的混種恐龍。同年晚些時候，霍華表示她對第三部電影的最大渴望是《侏羅紀公園》三部曲中的角色，包括艾莉·莎塞勒和伊恩·馬康姆。而崔佛洛則暗示山姆·尼爾（亞倫·葛蘭的飾演者）和鄧恩可能回歸飾演自己的角色。崔佛洛還說，在《侏羅紀世界：殞落國度》中由黃榮亮飾演的亨利·吳博士是本片故事中的一個重要人物。2019年6月，霍華在接受《MTV News》的採訪時暗示《侏羅紀公園》的角色將出現在第三部電影中，並說“我不知道，但如果真的發生的話，我會眨眼。”她說完以後便迅速地眨眼。2019年9月，確認尼爾、鄧恩和傑夫·高布倫將回歸飾演自己的角色。2019年10月，馬蒙杜·亞提和德汪達·懷斯加盟並飾演主要角色。2019年11月，確認賈斯特·史密斯和丹妮拉·皮內達回歸飾演自己的角色。2020年2月，宣佈傑克·約翰森、歐馬·希和黃榮亮將回歸飾演各自的角色，而迪辰·拉克曼和史考特·荷茲加盟劇組。

### 拍攝
主體拍攝於2020年2月24日在溫哥華島開始進行，並宣佈正式片名為《侏羅紀世界：統霸天下》（Jurassic World: Dominion）。暫定名稱為「世外桃源」（Arcadia）。拍攝地點還包括夏威夷、倫敦松林製片廠和馬爾他。約翰·諾蘭將為該片創作恐龍機械偶。2020年3月，受2019冠狀病毒病疫情影響，環球影業宣佈暫停拍攝。2020年6月，宣佈坎貝爾·史考特加盟並飾演曾在《侏羅紀公園》出現過的角色路易斯·道森博士。復拍於2020年7月6日開始進行，並於2020年11月7日殺青。

### 後期
拍攝工作結束後，導演崔佛洛將英國家的穀倉改成後期製作中心。由於上映檔期已經推遲了一年，崔佛洛有充足時間分別完成視覺效果、混音及配樂的工序。不像大多數電影那樣同步展開。視覺效果將近完成的時候，崔佛洛向好友及《侏儸紀公園》的粉絲放映將近完成的電影，吸引大家的反饋，做一些必要的修改。他表示這次和觀眾互動的過程“非常深入”。
影片採用的動物機械恐龍數量創下《侏羅紀世界》三部曲之最。設計師約翰·諾蘭（John Nolan）創造了體態各異的機械恐龍，大約18款，此外還有其他機械玩偶及木偶。和前兩作一樣，動物的電腦合成影像由工業光魔負責。動物機械和木偶用在與真人演員合拍的近景中，合成影像用在有需要的動作場面中。工業光魔掃描每隻恐龍的微縮黏土模型，以此打造數位版本，之後交由諾蘭的團隊製作實體恐龍。
系列長期顧問、古生物學家杰克·R·霍纳在本作中回歸。另一位古生物學家斯蒂芬·L·布鲁萨特擔任科學顧問。導演希望在真實性及“非常嚇人的畫面”中做出平衡。在《侏儸紀公園3》中出現的頭上插著羽毛的伶盜龍在本作及序章中以有羽毛恐龍的形式亮相。根據前作劇情，這頭恐龍由國際基因公司創造，一定程度上借用了青蛙的DNA，從而解釋了恐龍外觀如此奇怪的原因。到了本片，有羽毛恐龍在生物製造公司技術的幫助下成型。火盜龍和鐮刀龍在本片新出現的有羽毛恐龍。為了模擬羽毛的真實形態，諾蘭和工業光魔做了大量研究。
導演安排本片的恐龍大反派南方巨獸龍與霸王龍一戰，後者就是上一部中在努布拉島出現的恐龍。導演表示：「我想弄一些像小丑的東西，看著它讓全世界炸起來」。兩隻巨獸會在影片臨近結束時對決，這一幕導演主要從人類的視角拍攝，認為這樣會讓觀眾身臨其境。諾蘭表示打造南方巨獸龍的機械玩偶「可能是團隊最大的挑戰」。儘管如此，諾蘭團隊只花了四個月的時候完成製作，比原本的六個月還快。至於霸王龍，導演原本想沿用上一部的玩偶，只可惜玩偶像通常那樣壞了。
在恐龍前誕生的合弓綱異齒龍在電影中首次出現，此前以周邊商品的形式亮相。另一個新生物野蠻盜龍在片中出現，導演說它的兇猛程度不遜於迅猛龍。有別前兩部電影，雜種恐龍在片中的戲份不多，導演說這樣安排是希望「劇情順其自然」。在老版《侏儸紀公園》中出現的雙冠龍首次以肉身出現。和第一部作品一樣，雙冠龍沒有電腦圖像，是片中唯一一個沒有數位模型的動物。
2020年11月6日，影片宣告完成，總時長達2小時26分鐘，創下《侏儸紀公園》系列之最。成片刪除了14分鐘的內容，其中一段5分鐘的片段以序章形式在網上釋出。其他刪減片段包括偷蛋龍和水龍獸在黑市上打鬥，以及拉姆齊和道森一段長約兩分鐘的衝突。崔佛洛表示有意在導演剪輯版中呈現被刪的鏡頭。

### 音樂
配乐由前两部作曲迈克·吉亚奇诺创作，2021年5月在伦敦阿比路录音室录制，耗时10天。

## 發行
《侏羅紀世界：統霸天下》由環球影業原定於2021年6月11日在美國上映。2020年10月，受冠狀病毒病疫情影響，電影延期至2022年6月10日在美國上映。继五分钟片段于2021年6月贴片MAX版《速度与激情9》公开后，首支预告片于2022年2月10日公布。首映礼于2022年5月23日在墨西哥城举行，随后自2022年6月1日起在全球各地上映，从墨西哥和韩国开始。
影片将于剧院上映后在上线环球影业旗下的流媒体平台Peacock上线四个月，之后在Amazon Prime Video上线10个月，最后回到Peacock上线四个月。18个月的协议结束后，影片根据环球与Starz电视台签署的协议在后者的频道播出。

## 迴響

### 評價
《侏羅紀世界：統霸天下》在媒體和影評家之間獲得負評居多，爛番茄根據395條專業評論（114條好評，281條差評），本片獲得29%的新鮮度，平均得分4.8／10，觀眾好評指數77%，平均得分4.1/5。共識評價寫道：「《侏羅紀世界：統霸天下》某些方面可能比它的前作有所改善，但是這個特許經營權從它的經典開始，已經落後了很長一段路」。在Metacritic上，本片根據59條評論（9條好評，28條褒貶不一，22條差評）獲得37分，代表「負面評價為主」。本片是侏羅紀公園系列六部作品裡評價最低的。觀眾評比的部分，本片在影院評分獲得和《侏羅紀世界：殞落國度》相同的「A–」分數；PostTrak的問卷調查則顯示73%的觀眾對本片抱持正面評價，評比分數為3.5/5，其中有57%的觀眾願意推薦本片。
影評家對本片在動作場面、動畫特效、描繪恐龍的表現給予正面評價。《英國廣播公司》的尼可拉斯·巴伯（Nicholas Barber）給本片的評分為4顆星（滿分5顆星），撰文稱本片相較於前作《侏羅紀世界：殞落國度》，是第一個擁有自己強大、獨立身份的《侏羅紀公園系列》續集，不僅整合新舊角色和設定新的恐龍種類登場，充斥著愚蠢、奇觀、陰謀、浪漫和幾乎所有其他元素，還有令人振奮、精心編排的動作佈景。《AARP成人電影協會》（AARP Movies for Grownups）的賽爾瑪·亞當斯（Thelma Adams）同樣在影評專欄給予本片4顆星（滿分5顆星）的分數，寫道：「故事發展得如此之快，野獸被渲染得如此逼真，儘管片長達146分鐘，但幾乎沒有時間去思考劇院門外的災難。」。《Vox》的亞當·克拉克埃斯蒂斯（Adam Clark Estes）讚美本片的動畫效果，但指出電影仰賴懷舊情懷和情節上的漏洞，稱電影的未來看起來相當黯淡，原因是電影公司只希望在票房上取得成功，而其他一切都被歸為流媒體服務。《帝國雜誌》的伊恩·弗里爾（Ian Freer）給本片3顆星（滿分5顆星）的評價，指稱本片過多的角色和動物影響電影的刻畫，但對於本片的動作場面則予以好評。
其他多數影評家則批評本片的劇情和設定，還有過份依靠特許經營權和影迷懷舊情懷的問題。《滾石雜誌》的大衛·菲爾（David Fear）撰文稱本作和最初的《侏羅紀公園》相比，充其量不過是張契約義務，而製片公司則試圖從一個已經枯竭的品牌中榨取最後一滴資源 。《綜藝》的彼得·德布魯格（Peter Debruge）在影評文章裡說道：「《侏羅紀世界》三部曲中，《侏羅紀世界：統霸天下》是最不愚蠢和最具娛樂性的，但這並不能說明什麼。這種『停下來問問他們是否應該』循環的人類角色從來都不是特別有趣，為什麼我們應該相信柯林·崔佛洛會突然讓他們變得這麼有趣？」《舊金山紀事報》的米克·拉塞爾（Mick LaSalle）指謫電影過分仰賴動作和編劇設定犯下製作反烏托邦故事時所犯的錯誤，稱「創造的世界過於可怕，不得不想知道為什麼這些人甚至想要生存。」，他還批判劇中角色伊恩在前段劇情作出滑稽的解說。《每日電訊報》的羅比·柯林（Robbie Collin）和《Time Out》的菲爾·德·賽姆林（Phil de Semlyen）給本片1顆星（滿分5顆星）的評比分數，寫道：「無可避免地，《侏羅紀世界：統霸天下》將在全球範圍內發財，因為這些電影總是如此。但就可信度而言，這是一個滅絕級別的事件。」「一部滅絕級別的劣作，這部恐龍災難電影的臭味就像侏羅紀公園致敬樂隊一樣：你隱約認出曲調，但它讓你非常渴望原版。」《偏鋒雜誌》的埃德·岡薩雷斯（Ed Gonzalez）評比甚嚴，給本片0.5顆星（滿分4顆星）的分數，他指責電影的特許經營權頑固地堅持將觀眾束縛在一個似是而非的現實中，充斥荒謬繁雜的情節，稱道：「當《侏羅紀世界：統霸天下 》沒有因世界建設而窒息時，它的大部分都令人沮喪地未開發，完全交給了老生常談的粉絲服務。」
2022年8月，德汪達·懷斯接受《綜藝》採訪時回應了影評家的評論，稱道：「從我的角度來看，我一直對批評者免疫。我們在疫情大流行期間製作了一部電影。就像，老實說，如果你願意，你可以列印這個：你不能告訴我沒有價值。我們是大流行期間的第一批製片者，我們都生活在一起。接受這部電影的人都帶著它的創作之愛，這就是我關注的焦點。這就是我的本性。我不會去不被愛的地方。」布萊絲·達拉斯·霍華則支持懷斯的言論，說道：「重要的是要說你在任何地方都受到愛戴，毫無疑問，我們對你們以及你們在《侏羅紀世界》中所做的一切有何感想。全力支持。100%的批評者。」

### 票房
北美首日票房5,955萬美元（含週四優先場1800萬），週末票房1.42億美元，以1.451億美元的成績位列票房榜榜首。創下疫情以來非超級英雄題材電影的最好成績。海外15地同期票房達5,570萬美元，其中中國大陸首三日票房達3.55億人民幣（約合5300萬美元），IMAX佔12%，達630萬美元，創下2021年5月以來好萊塢大片IMAX票房最好成績。
台灣的票房成績方面，開畫首日的票房達2,100萬台幣，超過《捍衛戰士：獨行俠》。上映四天全台票房破億。
| 上一届： 《捍衛戰士：獨行俠》      | 2022年美國週末票房冠軍 第23-24週     | 下一届： 《貓王艾維斯》         |
| 上一届： 《捍衛戰士：獨行俠》      | 2022年台北週末票房冠軍 第24週        | 下一届： 《捍衛戰士：獨行俠》   |
| 上一届： 《壯志凌雲：獨行俠》      | 2022年香港一週票房冠軍 第22週        | 下一届： 《壯志凌雲：獨行俠》   |
| 上一届： 《壯志凌雲：獨行俠》      | 2022年香港週末票房冠軍 第23週        | 下一届： 《壯志凌雲：獨行俠》   |
| 上一届： 《壞蛋聯盟》              | 2022年中国内地一周票房冠军 第23-24週 | 下一届： 《人生大事》           |
| 上一届： 《王者天下2至遙遠的大地》 | 2022年日本週末票房冠軍 第31週        | 下一届： 《ONE PIECE FILM RED》 |

## 未來
2020年5月，製片人法蘭克·馬歇爾澄清《侏羅紀世界：統霸天下》不會是《侏羅紀公園系列》的最後一部電影，反而是「新時代的開始」，人類將想辦法適應土地上的恐龍，如何與它們共存，但還未詳細說明未來系列。

## 外部連結
- 英文官方網站（英文）
- 中文官方網站（繁體中文）
- 互联网电影数据库（IMDb）上《侏羅紀世界：統霸天下》的资料（英文）
- 爛番茄上《侏羅紀世界：統霸天下》的資料（英文）
- Box Office Mojo上《侏羅紀世界：統霸天下》的資料（英文）
- Metacritic上《侏羅紀世界：統霸天下》的資料（英文）
- AllMovie上《侏羅紀世界：統霸天下》的资料（英文）
- 開眼電影網上《侏羅紀世界：統霸天下》的資料（繁體中文）
- 豆瓣电影上《侏羅紀世界：統霸天下》的資料 （简体中文）
- 时光网上《侏羅紀世界：統霸天下》的資料（简体中文）